# Karin Pfammatter

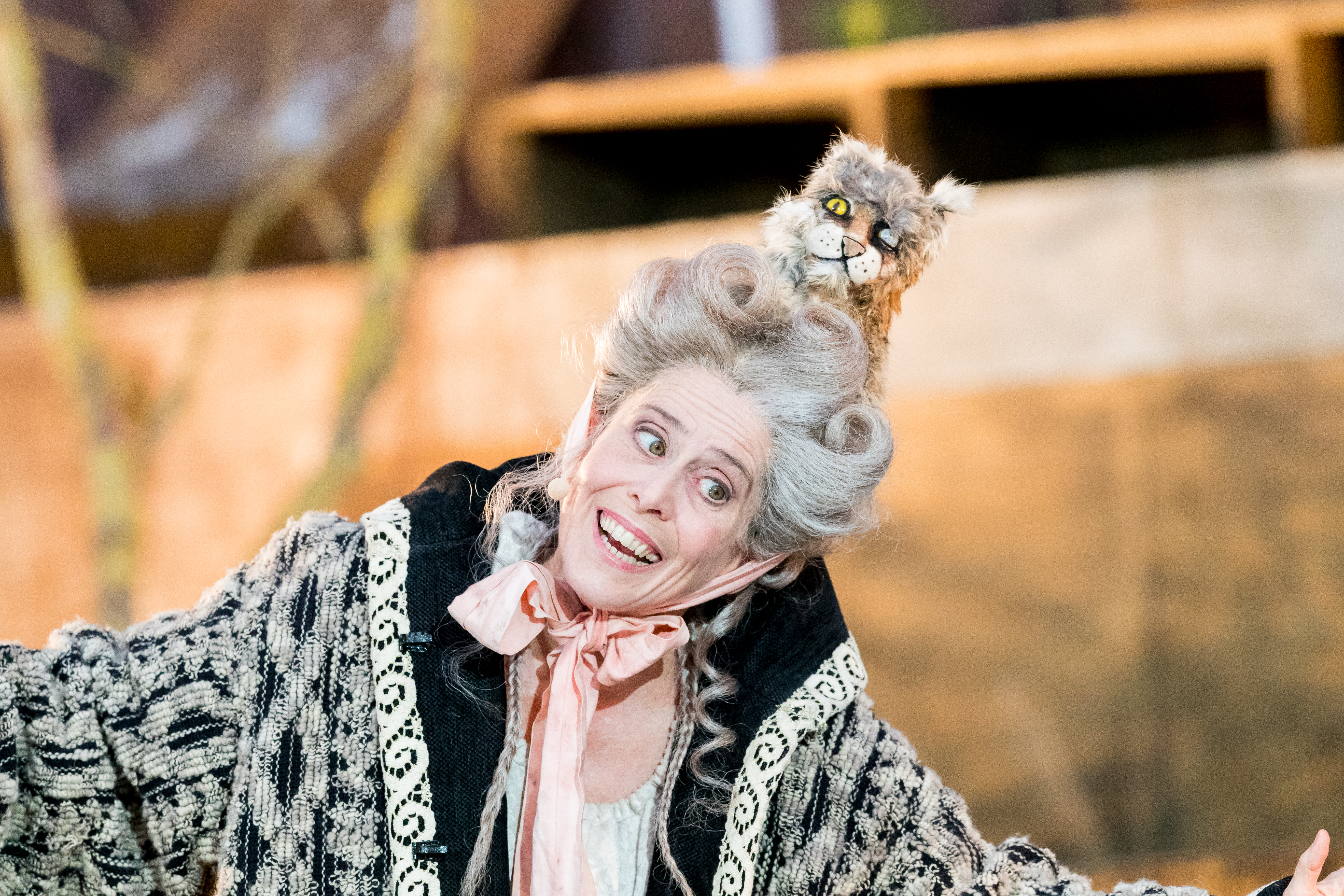
Karin Pfammatter 2018 als Königin Sieglinde bei den Nibelungenfestspielen

Karin Pfammatter (* 28. Februar 1962 in Visp) ist eine Schweizer Schauspielerin und Hörspielsprecherin.

## Leben
Karin Pfammatter erlernte zunächst den Beruf der Botschaftssekretärin, ehe sie sich von 1982 bis 1986 an der Hochschule für Musik und Theater in Bern zur Schauspielerin ausbilden liess. In der Spielzeit 1986/87 debütierte sie in der Rolle der Miranda im Sturm von William Shakespeare am Theater Aachen, 1987/88 gastierte Pfammatter am Nationaltheater Mannheim. Festengagements führten sie von 1988 bis 1992 an das Staatstheater Stuttgart, von 1993 bis 1996 an das Schauspielhaus Düsseldorf und von 1997 bis 2000 an das Deutsche Schauspielhaus in Hamburg. Nach dieser Zeit war Pfammatter an zahlreichen anderen deutschen Bühnen zu sehen, so am Schauspiel Frankfurt, an der Berliner Schaubühne am Lehniner Platz und an den Münchner Kammerspielen, daneben trat sie bei den Salzburger Festspielen und am Schauspielhaus Zürich auf, wo sie von 2007 bis zum Beginn der 2010er-Jahre verpflichtet war. Nach weiteren Gastverträgen am Zürcher Theater am Neumarkt und dem Schauspiel Köln war sie von der Spielzeit 2011 bis 2019 wieder Ensemblemitglied am Düsseldorfer Schauspielhaus.
Seit 2019 ist sie festes Ensemblemitglied am Schauspielhaus Zürich.
Bekannte Rollen Pfammatters waren die Titelfiguren in Penthesilea von Heinrich von Kleist, in Friedrich Schillers Jungfrau von Orleans und in Leonce und Lena von Georg Büchner. Sie spielte ferner in mehreren Stücken Shakespeares, so als Cordelia in König Lear, Viola (1996 in Recklinghausen) und Olivia (in Frankfurt) in Was ihr wollt, Margarete von Anjou in Richard III., die Amme in Romeo und Julia oder 1997 erneut im Sturm als Luftgeist Ariel.
2005 stand Karin Pfammatter erstmals vor der Kamera in der mehrfach ausgezeichneten schweizerisch-österreichischen Co-Produktion Snow White. Seitdem ist sie gelegentlich auf dem Bildschirm zu sehen, unter anderem spielte sie in drei Episoden der Krimireihe Tatort. Daneben arbeitet sie seit Beginn der 1990er-Jahre auch immer wieder für den Hörfunk.
Karin Pfammatter ist mit ihrem Schauspielkollegen Oliver Reinhard verheiratet.

## Filmografie
- 2005: Snow White
- 2007: Kleine Fische
- 2008: Das Fräuleinwunder
- 2009: Giulias Verschwinden
- 2009: Pepperminta
- 2011: Tatort – Der schöne Schein
- 2012: Tatort – Fette Hunde
- 2013: Das alte Haus
- 2013: Tatort – Schmutziger Donnerstag
- 2013: Tempo Girl
- 2015: Ich und Kaminski
- 2020: Tatort – Züri brännt
- 2021: Und morgen seid ihr tot

## Hörspiele (Auswahl)
- 1991: Von Liebe und Taschenmessern – Autorin: Susanne Friedmann – Regie: Hartmut Kirste
- 1991: Vordermann – Autor: Jürgen Geers – Regie: Detlev Ihnken
- 1992: Wird es gelingen, in diese Geschichte Licht zu bringen? – Autor: Olaf Baale – Regie: Eberhard Klasse
- 1993: Der Mörder in mir – Autor: Jim Thompson – Regie: Norbert Schaeffer
- 1993: Arsen und Spitzenhöschen – Autor: Tim Heald – Regie: Klaus Mehrländer
- 1993: Zwei scharfe Messer – Autor: Dashiell Hammett – Regie: Hartmut Kirste
- 1994: Getaway – Autor: Jim Thompson – Regie: Norbert Schaeffer
- 2002: Monsieur Ibrahim und die Blumen des Koran – Autor: Éric-Emmanuel Schmitt – Regie: Norbert Schaeffer
- 2003: Schlaf – Autor: Haruki Murakami – Regie: Beate Andres
- 2003: Die Insel des zweiten Gesichts – Autor: Albert Vigoleis Thelen – Regie: Norbert Schaeffer
- 2006: Kaltes Land – Autor: Reto Finger – Regie: Beate Andres
- 2011: Stiller – Autor: Max Frisch – Regie: Norbert Schaeffer
- 2016: Die drei gerechten Kammmacher – Autor: Gottfried Keller – Regie: Günter Maurer

## Auszeichnungen
- 1995: Förderpreis des Kantons Wallis[1]
- 2017: Gustaf, Publikumspreis des Düsseldorfer Schauspielhauses[5]